# Debsirindra
Debsirindra av Siam (thai: เทพศิรินทร, 'drottning Ramphoei Phamaraphirom', född 17 juli 1834 i Bangkok, död 9 september 1862, var en thailändsk prinsessa, och drottning 1851–1861, gift med kung Mongkut och mor till kung Chulalongkorn.

## Biografi
Prinsessan Ramphoei var dotter till prins Siriwongse och lady Noi och barnbarn till kung Rama III. År 1853 gifte hon sig med sin farfars bror kung Mongkut och blev drottning Ramphoei.

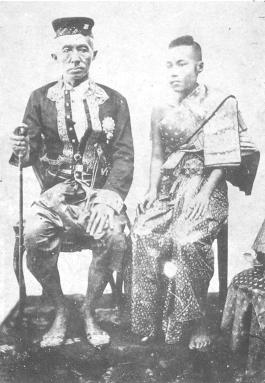
Kung Mongkut och Debsirindra

Ramphoei dog 1861. Hennes syster prinsessan Phannarai efterträdde henne som landets första dam under resten av kung Mongkuts regeringstid.

## Barn
Ramphoei fick fyra barn:
- Prins Chulalongkorn (1853–1910)
- Prinsessan Chandmondal (1855–1863)
- Prins Chaturonrasmi (1856–1928)
- Prins Bhanurangsi Savangwongse (1859–1928)

## Titlar
- Hennes höghet prinsessan Ramphoei Siriwong (1834–1851)
- Hennes kungliga höghet, drottning Ramphoei (1851–1862)
- Hennes kungliga höghet, drottning Debsirindra, kungens moder (Rama VI)